# 大倉修吾
大倉 修吾（おおくら しゅうご、1941年〈昭和16年〉9月8日 - 2016年〈平成28年〉7月22日）は、新潟県を中心に活動していたラジオパーソナリティ、ローカルタレント。血液型はO型。

## 略歴
新潟県中蒲原郡五泉町（現五泉市）出身。医師一家に男4人兄弟の末っ子として生まれた。新潟県立村松高等学校を経て國學院大學文学部を卒業後、1964年春、新潟放送(BSN)に入社した。
BSN入社後は報道記者やラジオ番組のディレクターなどを歴任したが、ディレクターとして担当していたあるラジオ番組のパーソナリティが急病で出演できない状態になり、代役もスタンバイできなかった事から、上司の指示で大倉自身が急遽パーソナリティを務める事になった。大倉は前述の通り記者やスタッフとしての活動が主であり、アナウンサーとしての研修を全く受けていなかったため、話し口調に標準的なアクセントを使えず、普段から訛りのきつい五泉弁で話していた。しかしその放送中も五泉弁を貫いたことから、怪我の功名でこれがかえって県内で人気を博すこととなった。これをきっかけに以後パーソナリティに転身し、ラジオ番組を中心に活動。軽妙な語り口と下ネタで人気を博した。
60歳を迎えた2001年に定年となったが、そのまま役員待遇で2006年6月まで新潟放送に在籍した。同月末をもって退社しフリーランスとなった後も、引き続きBSNの各番組に出演し続けていた。
すぐ上の兄・省吾（1936年?-2021年?）は新潟大学を卒業後、県外のテレビ局に就職したのち新潟にUターンし、新潟日報記者を経て、テレビ新潟放送網の開局に幹部職員として携わり、また新潟県民エフエム放送の開局にも携わっている。
2007年8月10日、佐渡市と佐渡観光協会から石塚かおり（BSNアナウンサー）と共に「佐渡観光親善大使」に任命された。
2016年7月22日、宿泊先の東京都内のホテルの客室にて死亡しているところが発見された。74歳没。死因は不明だが急病死と見られている。

## エピソード
- 記者時代の1968年11月6日、新潟市営鳥屋野野球場で開催予定だった日米野球・読売ジャイアンツ（巨人）対セントルイス・カージナルス戦が雨天順延となり、大倉は上司から「巨人の選手なら誰でもいいから、インタビューを収録して来い」と厳命された。だが宿舎へ行ったものの、選手は自室にこもりっきりでロビーは閑散としており、たまに出てきた選手からも全く相手にされなかった。困り果ててロビーを右往左往していると、たまたま通りかかった監督（当時）の川上哲治が「話が聞きたいなら、付き合うよ」とインタビューに快く応じたという。川上に並々ならぬ恩義を感じた大倉はそれ以来、一貫して巨人ファンを貫いていた。

## 過去の出演番組

### 新潟放送時代

#### ラジオ
- ミュージックポスト[1]
- サツと修吾のハッピートーク[1]
- 修吾とみかのハッピータウン
- 大倉修吾の縁歌劇場

#### テレビ
- 土曜はヨイショ!![1]
- イブニング王国!（金曜・川柳で5・7・Go）

### フリーランス以後
- 大倉修吾のじょんのび絵日記（NCV新潟センター(9ch) 火曜・16:00 - 、リピート放送あり）

前述の通り、大倉の急死によって打ち切り。この時点で大倉は元気で最終回は想定しておらず、最後となる放送回では、番組最後でお便り募集の告知が行われた（通常は宛先のテロップが出るが、最後となる放送回では出されなかった）。

## その他

### 映画
- 藏（1995年、東映）
- F (エフ)（1998年、松竹）
- 千の風になって 天国への手紙（2004年）

### 著書
- 人の縁にて川渡る
- 言魂歩~ことだまほ~

### レコード・CD
シングル
- 友よ
- 故郷
- おれの娘
- ふたりの新潟
- 親父の詩（2000年、日本クラウン）
- ふたたびの恋

アルバム
- はずかしながら全曲集です。-ふたりの新潟（1997年、ポニーキャニオン）